# Envera Selimović
Envera Selimović ist eine bosnische Journalistin und arbeitet im Department of Public Information in den Vereinten Nationen in der Vertretung in Aserbaidschan.

## Biografie
Selimović studierte Politologie an der Fakultät für Politikwissenschaften in Sarajevo. Nach dem Studium arbeitete sie bei Sarajevo TV, Radio „202“ und dann im Radio-Sarajevo-Team. 1992, als in Bosnien der Krieg ausbrach, ging Envera zurück ans Fernsehen zu arbeitete für fast drei Jahre als Tagesschausprecherin und Chefredakteurin für ausländisches Fernsehen von Bosnien und Herzegowina. Ab Ende 1994 arbeitete sie in den Vereinigten Staaten von Amerika als Leiterin des New Yorker/Washingtoner Korrespondentenbüros für Radio und Fernsehen von Bosnien und Herzegowina.
Selimović wurde ein Stipendium für das Masterstudium von der amerikanischen Regierung vergeben, so dass sie das Master’s Degree im International Public Policy auf der The Paul H. Nitze School of Advanced International Studies (SAIS) der Johns-Hopkins-Universität in Washington erhalten hat.
Ende 1999 kehrte Selimović nach Sarajevo zurück, und für die nächsten drei Jahre war sie beim Fernsehen von Bosnien und Herzegowina tätig, wo sie eine eigene TV-Sendung unter dem Namen „Interview“ zum Leben erweckt hat. Diese Sendung wurde für sehr exklusive und heftige Interviews bekannt und wird heute noch als Maßstab für ähnliche Sendungen genommen. Selimović war in ihrer Sendung Gastgaber für politischer Führer aus der Region und der ganzen Welt. Außerdem interviewte Selimović zahlreiche Intellektuelle und Philosophen aus der ganzen Welt.
Im März 2003 verließ sie Bosnien und Herzegowina und zog nach Tiflis, um einen Job als Sprecherin der Beobachtermission der Vereinten Nationen in Georgien durchzuführen. Fur die nächsten drei Jahre war sie verantwortlich für die strategischen Kommunikation der Mission und die Beratung der Leiter der Mission zur Information der Öffentlichkeit, Initiativen und Aktivitäten.
Im Oktober 2006 ernannte UN-Generalsekretär Kofi Annan Selimović zur Vertreterin des UN Department of Public Information Office in Baku, Aserbaidschan (UN DPI Azerbaijan).
Im Jahr 2001 wurde Selimovic zur Journalistin des Jahres von Bosnien erklärt. Sie spricht fließend Englisch und Russisch.

## Bekannte interviewte Personen
- André Glucksmann – französischer Philosoph und Schriftsteller
- Bernard-Henri Lévy – französischer Intellektueller, Philosoph und Journalist
- Bernard Kouchner – französischer Politiker, Diplomat und Arzt, der ehemalige UN-Vertreter im Kosovo
- Bill Clinton – Präsident der Vereinigten Staaten
- Bob Dole – US-Senator
- Carla Del Ponte – Chefankläger des Internationalen Strafgerichtshofs für das ehemalige Jugoslawien (ICTY)
- Erwin Bochi – Generaldirektor der Internationalen Kommission für vermisste Personen
- Eva Klonowski – forensische Anthropologin
- Graham Hand – britische Botschafter in Bosnien und Herzegowina
- Hashim Thaçi – politischer Führer der Kosovo-Befreiungsarmee (UCK)
- Hubert Védrine – französischer Minister für auswärtige Angelegenheiten
- Seyyed Hossein Nasr – einer der weltweit führenden Experten für islamische Wissenschaft und Spiritualität
- Ivan Lovrenović – bosnischer Autor, Publizist und Essayist
- Ivo Banac – Direktor des Rates für Europäische Studien an der Yale-Universität
- Javier Solana – NATO-General
- James W. Pardew – Leiter des Militär-Train und Equip Programs für Bosnien
- James Rubin – US Assistant Secretary of State for Public Affairs Department und Chef-Sprecher
- Janja Beč – Soziologe, Genozid-Forscherin, Autor und Dozentin
- Janko Ljubos – Abt des Franziskanerklosters Fojnica
- Joe Biden – Vizepräsident der Vereinigten Staaten
- Kiro Gligorov – erster demokratisch gewählter Präsident der Republik Mazedonien
- Latinka Perović – Historikerin
- Madeleine Albright – United States Secretary of State
- Mahathir bin Mohamad – Premierminister von Malaysia
- Michael Steiner – Außen- und-Sicherheitspolitik-Berater des deutschen Bundeskanzlers Gerhard Schröder
- Mustafa Cerić – Großmufti (Reis-ul-Ulema) von Bosnien-Herzegowina
- Nicholas Burns – Sprecher des State Department
- Nicole du Roy – französische Journalistin
- Paddy Ashdown – britischer Politiker und Diplomat
- Peter W. Galbraith – United States Diplomat
- Ramush Haradinaj – Ministerpräsident des Kosovo
- Rešid Hafizović – prominenter Philosoph, Theologe, Akademiemitglied
- Richard Holbrooke – einer der bekanntesten und angesehensten amerikanischen Diplomaten
- Robert Farrand – besonderer Aufsichtsbeantragter des Bezirks Brčko
- Sergey Lavrov – Außenminister von Russland
- Stipe Šuvar – führender kroatische Soziologe und Politiker
- Stjepan Mesić – Präsident der Republik Kroatien
- Susan Sontag – US-amerikanische Schriftstellerin, Philosophin, Literaturwissenschaftlerin und politische Aktivistin
- Vesna Pusić – Mitglied des kroatischen Parlaments
- Vinko Puljić – bosnischer Kardinal der römisch-katholischen Kirche
- Wladimir Schirinowski – Führer der Liberal-Demokratischen Partei Russlands (LDPR)
- Vojislav Koštunica – Präsident der Bundesrepublik Jugoslawien zu diesem Zeitpunkt
- William Perry – amerikanischer Verteidigungsminister
- Wolfgang Petritsch – Hoher Repräsentant für Bosnien und Herzegowina
- Yevgeny Primakov – Premierminister von Russland
- Zoran Đinđić – serbischer Ministerpräsident
- Zubin Mehta – Dirigent der westlichen klassischen Musik

## Verweise
1. ↑  UNOMIG (Memento des Originals vom 20. Mai 2012 im Internet Archive)  Info: Der Archivlink wurde automatisch eingesetzt und noch nicht geprüft. Bitte prüfe Original- und Archivlink gemäß Anleitung und entferne dann diesen Hinweis.